# M72 (Waffe)
Die M72 LAW (Light Anti-tank Weapon, auch als Light Anti-armor Weapon oder LAW bezeichnet) ist eine tragbare rückstoßfreie Panzerabwehrhandwaffe vom Kaliber 66 mm. Die Einwegwaffe wurde in den USA von Frank Spinale et al. in Zusammenarbeit mit der Hesse-Eastern Division of Norris Thermadore entworfen und wird bis heute von Nammo in Norwegen produziert.
Die LAW ersetzte 1963 in der US-Armee die Bazooka als primäre Panzerabwehrwaffe der Infanterie. Nachfolger war die schwerere Waffe vom Typ AT4.
Der Vorteil der M72 liegt in ihrer kompakten Bauform und dem geringen Gewicht. Die Anleitung ist als Bilderfolge auf der Waffe dargestellt. Während des Transports wird die Granate im Rohr je von einer Abdeckung vorne und hinten geschützt, die sie wasserdicht verschließt. Vor dem Abschuss muss die Waffe – die aus einem Teleskoprohr besteht – auseinandergezogen werden, wobei das Visier aufklappt. Beim Start entsteht eine lange Stichflamme, der sogenannte Rückstrahl, weswegen die Waffe nicht in geschlossenen Räumen verwendet werden soll. Das Rahmenvisier verfügt über eine Skala, um Vorhaltewerte bei fahrenden Zielen zu ermitteln.
Abgefeuert wird die M72 per Knopfdruck. Dieser etwa 8 cm lange Knopf befindet sich auf der Oberseite unter einem Gummischutz und löst einen einfachen Schlagmechanismus aus, der eine im hinteren Teil der Waffe verschraubte Zündkapsel zündet. Diese ist über ein dünnes Röhrchen mit der Granate verbunden und gibt den Zündimpuls wie eine Lunte weiter. Nach der Zündung wird die 508 mm lange Granate von einem Pulvertreibsatz angetrieben. Die Einhaltung der Flugbahn gewährleistet ein sechsteiliges Leitwerk. Nach ca. 10 m Flug wird die Granate scharf. Sie besitzt einen Aufschlagzünder und einen Hohlladungs-Gefechtskopf.
Die Einsatzreichweite liegt gegen fahrende Ziele bei 150 m und gegen stehende Ziele bei 300 m. Gebäude können bis zu einer Entfernung von 1000 m wirksam bekämpft werden.
Die Durchschlagskraft beträgt bei der M72 A2 und M72 A3 300 mm Panzerstahl (RHA), bei der A4 355 mm, der A5 330mm und der A6 150 mm. Bei den verschiedenen Versionen wurden außer den Gefechtsköpfen auch die Raketenmotore und die Visiereinrichtung verbessert.
Im Jahr 2005 lag der Preis einer Einheit bei 2244,72 USD.
Bei der M190 LAW handelt es sich um eine Übungsversion der M72. Aus bereits benutzten Abschussrohren der M72 LAW wird dabei eine unterkalibrige Übungsgranate M73 verschossen. Diese hat ähnliche Flugeigenschaften wie die scharfen Granaten. Der Sprengkopf hat eine Explosivladung von weniger als 2 g,  die nur zur Markierung von Treffern dient. Die Granate soll jedoch bis zu 200 mm Holz durchschlagen.

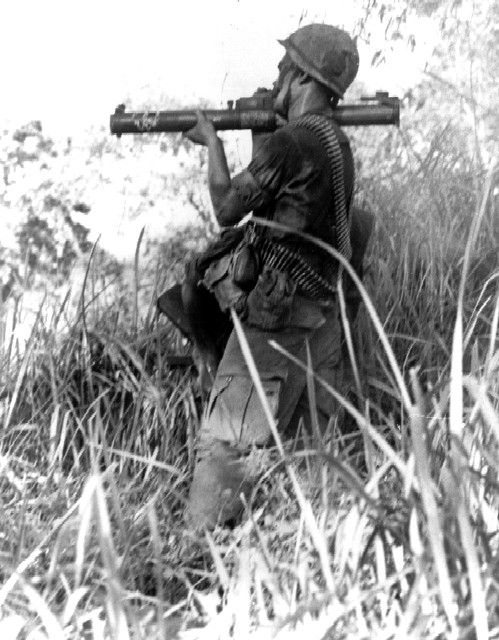
Einsatz einer M72 während des Vietnamkriegs

## Vergleichbare Systeme
- RPG-18
- M80 Zolja